# Babarpur Ajitmal
Babarpur Ajitmal es un pueblo y nagar Panchayat situada en el distrito de Auraiya en el estado de Uttar Pradesh (India). Su población es de 29284 habitantes (2011). 

## Demografía
Según el  censo de 2001 la población de Babarpur Ajitmal era de 24549 habitantes, de los cuales el 53% eran hombres y el 47% eran mujeres. Babarpur Ajitmal tiene una tasa media de alfabetización del 69%, superior a la media nacional del 59,5%: la alfabetización masculina es del 58%, y la alfabetización femenina del 42%.